# Суперлига Републике Косово у фудбалу
Суперлига Републике Косово у фудбалу (алб. Superliga e Futbollit të Kosovës) је највиши ниво система фудбалских лига у међународно непризнатој Републици Косово. Суперлигу организује Фудбалски савез Републике Косово, а тренутно се састоји од 10 тимова. Клубови играју један против другог четири пута током сезоне по распореду од 36 утакмица. На крају сезоне, два тима са најслабијим резултатима прелазе у нижи ранг — Прву лигу Републике Косово.
Суперлига је 3. маја 2016. године постала део организација ФИФА и УЕФА.

## Историја
Пре Другог светског рата, у оквиру Краљевине Југославије, клубови са Косова и Метохије су се такмичили у покрајинским лигама Београдског лоптачког подсавеза. Током Другог светског рата, између 1941. и 1944. године, када је већи део региона постао део Краљевине Албаније, бројни клубови су играли у систему лига Албаније. Године 1945. Косово и Метохија су поново били део Србије, а потом и СФР Југославије. Лига је настала 1945. године када је постала део 5. нивоа у систему фудбалске лиге Југославије. Окупила је најбоље клубове из САП Косово осим оних клубова који су се такмичили на вишим нивоима. Године 1991. основана је непризната паралелна лига која је окупила клубове за етничких Албанаца, која је била присутна све до 1999. У међувремену су се најбољи клубови такмичили у лигама СР Југославије. Године 1999. , након рата на Косову и Метохији, формиран је посебан систем лига којој се прикључила већина клубова са Косова и Метохије, осим оних са Северног Косова којим доминирају Срби који су остали у систему фудбалске лиге Србије. Од 2000. године такмичење се одвија континуирано, а до 2017. године, након што је Република Косово постало део у ФИФА-е и УЕФА-е, почела је да послује као национална лига Републике Косово, чиме су клубовима обезбеђени међународни турнири.